# Saison 2019 de la National Rugby League
Navigation
Édition précédente Édition suivante
La Saison 2019 de la National Rugby League est la cent-douzième édition de cette compétition depuis que celle-ci a été créée en 1908. Seize équipes jouent 26 journées de championnat (phase régulière), les huit meilleures d'entre elles sont qualifiées pour les phases finales, dans le but de se qualifier pour la grande finale.

## Équipes
Pour la douzième année consécutive, les mêmes clubs disputent la compétition.
| Club                         | Classement en 2018       | Entraîneur(s)                 | Capitaine (s)                | Stade (s)                                                   | Capacité      |
| ---------------------------- | ------------------------ | ----------------------------- | ---------------------------- | ----------------------------------------------------------- | ------------- |
| Brisbane Broncos             | 1er tour (6e)            | Anthony Seibold               | Darius Boyd                  | Suncorp Stadium                                             | 52 500        |
| Canberra Raiders             | 10e                      | Ricky Stuart                  | Jarrod Croker Josh Hodgson   | Canberra Stadium                                            | 25 011        |
| Canterbury Bulldogs          | 12e                      | Dean Pay                      | Josh Jackson                 | ANZ Stadium Belmore Sports Ground                           | 83 500 20 000 |
| Cronulla-Sutherland Sharks   | Finale préliminaire (3e) | John Morris                   | Paul Gallen Wade Graham      | Endeavour Field                                             | 22 000        |
| Gold Coast Titans            | 14e                      | Garth Brennan → Luke Burt     | Ryan James                   | Cbus Super Stadium                                          | 27 400        |
| Manly-Warringah Sea Eagles   | 15e                      | Des Hasler                    | Daly Cherry-Evans            | Lottoland                                                   | 23 000        |
| Melbourne Storm              | Finaliste (8e)           | Craig Bellamy                 | Cameron Smith                | AAMI Park                                                   | 29 500        |
| Newcastle Knights            | 11e                      | Nathan Brown → Kristian Woolf | Mitchell Pearce              | Hunter Stadium                                              | 33 000        |
| New Zealand Warriors         | 1er tour (6e)            | Stephen Kearney               | Roger Tuivasa-Sheck          | Mount Smart Stadium                                         | 30 000        |
| North Queensland Cowboys     | 13e                      | Paul Green                    | Michael Morgan               | 1300SMILES Stadium                                          | 26 500        |
| Parramatta Eels              | 16e                      | Brad Arthur                   | Clinton Gutherson Tim Mannah | Western Sydney Stadium                                      | 30 000        |
| Penrith Panthers             | Demi-finaliste (4e)      | Ivan Cleary                   | James Maloney                | Centrebet Stadium                                           | 22 500        |
| St. George Illawarra Dragons | Demi-finaliste (4e)      | Paul McGregor                 | Gareth Widdop                | Jubilee Stadium WIN Stadium                                 | 20 500 23 000 |
| South Sydney Rabbitohs       | Finale préliminaire (3e) | Wayne Bennett                 | Greg Inglis → Sam Burgess    | ANZ Stadium                                                 | 83 500        |
| Sydney Roosters              | Champion (1er)           | Trent Robinson                | Jake Friend Boyd Cordner     | Sydney Cricket Ground                                       | 48 000        |
| Wests Tigers                 | 9e                       | Michael Maguire               | Moses Mbye                   | Campbelltown Stadium Leichhardt Oval Western Sydney Stadium | 20 000 30 000 |

## Résultats

### Classement de la phase régulière
mis à jour le 9 septembre 2019
| Rang | Franchise                | Joués | V  | N | D  | B | PP  | PC  | Diff | Points |
| 1    | Melbourne (F)            | 24    | 20 | 0 | 4  | 1 | 631 | 300 | +331 | 42     |
| 2    | Sydney (CH)              | 24    | 17 | 0 | 7  | 1 | 627 | 363 | +264 | 36     |
| 3    | South Sydney (DF)        | 24    | 16 | 0 | 8  | 1 | 521 | 417 | +104 | 34     |
| 4    | Canberra                 | 24    | 15 | 0 | 9  | 1 | 524 | 374 | +150 | 32     |
| 5    | Parramatta (CB)          | 24    | 14 | 0 | 10 | 1 | 533 | 473 | +60  | 30     |
| 6    | Manly-Warringah          | 24    | 14 | 0 | 10 | 1 | 496 | 446 | +50  | 30     |
| 7    | Cronulla-Sutherland (DF) | 24    | 12 | 0 | 12 | 1 | 514 | 464 | +50  | 26     |
| 8    | Brisbane                 | 24    | 11 | 1 | 12 | 1 | 432 | 489 | -57  | 25     |
| 9    | Wests Tigers             | 24    | 11 | 0 | 13 | 1 | 475 | 486 | -11  | 24     |
| 10   | Penrith                  | 24    | 11 | 0 | 13 | 1 | 413 | 474 | -61  | 24     |
| 11   | Newcastle                | 24    | 10 | 0 | 14 | 1 | 485 | 522 | -37  | 22     |
| 12   | Canterbury-Bankstown     | 24    | 10 | 0 | 14 | 1 | 326 | 477 | -151 | 22     |
| 13   | New Zealand              | 24    | 9  | 1 | 14 | 1 | 433 | 574 | -141 | 21     |
| 14   | North Queensland         | 24    | 9  | 0 | 15 | 1 | 378 | 500 | -122 | 20     |
| 15   | St. George Illawarra     | 24    | 8  | 0 | 16 | 1 | 427 | 575 | -148 | 18     |
| 16   | Gold Coast               | 24    | 4  | 0 | 20 | 1 | 370 | 651 | -281 | 10     |

| - Qualifié pour les phases finales (#1 à #8). |
| CH : Champion 2018, FI : Finaliste 2018, CB : Cuillère de bois 2018, DF : Demi-finaliste 2018                                                                                           |
| abréviations=Pts, points; J, matchs joués; V, victoires ; N, match nuls ; D, défaites ; B, bye ; PP, points pour ; PC, points contre ; Diff, différence de points ; T, tenant du titre. |

Attribution des points : 2 points sont attribués pour une victoire, 1 point pour un match nul, 0 point en cas de défaite, 2 lorsque l'épique est exempte (bye).
Source : nrl.com

### Playoffs
Lors des Finales de qualification, le vainqueur des deux machs opposant les premier et quatrième de la phase régulière, et du deuxième et le troisième, sont directement qualifiés pour les finales préliminaires. Les vaincus de ces deux rencontres sont opposés aux deux vainqueurs des deux autres rencontres des Finales de qualification.
|           | 1er tour des play offs | 1er tour des play offs          | 1er tour des play offs | |              |                                 |        | Demi-finales préliminaires | Demi-finales préliminaires |        |  |           |                 | Demi-finales    | Demi-finales |  |  | Grande finale | Grande finale |  |
|           |                        |                                 |                        | |              |                                 |        |                            |                            |        |  |           |                 |                 |              |  |  |               |               |  |
|           |                        | QPO1 :                          |                        | |              |                                 |        |                            |                            |        |  |           |                 |                 |              |  |  |               |               |  |
|           | 1                      | Melbourne                       | 10                     | |              |                                 |        |                            |                            |        |  |           |                 |                 |              |  |  |               |               |  |
|           | 4                      | Canberra                        | 12                     | |              |                                 |        | PSF1 :                     |                            |        |  |           |                 |                 |              |  |  |               |               |  |
|           |                        |                                 |                        | |              |                                 |        | Melbourne                  | 32                         |        |  |           |                 |                 |              |  |  |               |               |  |
|           |                        | EPO1 :                          | EPO1 :                 | |              |                                 |        | Parramatta                 | 0                          |        |  |           |                 | QSF1 :          | QSF1 :       |  |  |               |               |  |
|           | 5                      | Parramatta                      | 58                     | |              |                                 |        |                            |                            |        |  |           |                 | Canberra        | 16           |  |  |               |               |  |
|           | 8                      | Brisbane                        | 0                      | |              |                                 |        |                            |                            |        |  |           |                 | South Sydney    | 10           |  |  | GF :          | GF :          |  |
|           |                        |                                 |                        | |              |                                 |        |                            |                            |        |  |           |                 |                 |              |  |  | Canberra      | 8             |  |
|           |                        | EPO2 :                          | EPO2 :                 | EPO2 : |              |                                 |        |                            |                            | QSF2 : |  |           |                 | Sydney Roosters | 14           |  |  |               |               |  |
|           | 6                      | Manly-Warringah                 | 28                     | |              |                                 |        |                            |                            |        |  |           | Sydney Roosters | 14              |              |  |  |               |               |  |
|           | 7                      | Cronulla-Sutherland             | 16                     | |              | PSF2 :                          | PSF2 : |                            |                            |        |  | Melbourne | 6               |                 |              |  |  |               |               |  |
|           |                        |                                 |                        | | South Sydney | 34                              |        |                            |                            |        |  |           |                 |                 |              |  |  |               |               |  |
|           | QPO2 :                 | QPO2 :                          | QPO2 :                 | QPO2 : |              |                                 |        | Manly-Warringah            | 26                         |        |  |           |                 |                 |              |  |  |               |               |  |
|           | 2                      | Sydney Roosters                 | 30                     | |              |                                 |        |                            |                            |        |  |           |                 |                 |              |  |  |               |               |  |
|           | 3                      | South Sydney                    | 6                      | |              |                                 |        |                            |                            |        |  |           |                 |                 |              |  |  |               |               |  |
|           |                        |                                 |                        | \| Légende : \| \| Progression de l'équipe défaite \| \| Progression de l'équipe victorieuse \| \| Progression de l'équipe choisie \| |              |                                 |        |                            |                            |        |  |           |                 |                 |              |  |  |               |               |  |
| Légende : |                        | Progression de l'équipe défaite |                        | Progression de l'équipe victorieuse                                                                                                   |              | Progression de l'équipe choisie |        |                            |                            |        |  |           |                 |                 |              |  |  |               |               |  |

Semaine 1. Qualification/Elimination en phase finale : les rencontres sont déterminées suivant le classement des équipes de la saison régulière. Les équipes ayant obtenu un meilleur rang affrontant l'équipe ayant le moins bon rang. Les équipes ayant le meilleur rang reçoivent.
Semaine 2. Les demi-finales préliminaires : les rencontres sont déterminées suivant le classement des équipes de la saison régulière. Les équipes ayant obtenu un meilleur rang affrontant l'équipe ayant le moins bon rang. Les équipes ayant le meilleur rang reçoivent.
Semaine 3. Les demi-finales : les vainqueurs des précédentes phases qualificatives s'affrontent pour déterminer les deux finalistes. Les adversaires sont décidées en fonction du choix de l'équipe ayant obtenu le meilleur classement lors de la saison régulière entre les deux équipes ayant le moins bon classement. Ce sont les vainqueurs de la semaine 1 qui reçoivent.

### Grande Finale
(mt : 8 - 6)
Homme du match :  Jack Wighton (Canberra)
Points marqués : 
- Sydney Roosters: 2 essais de Sam Verrills (6e) et James Tedesco (72e) ; 2 transformations de Latrell Mitchell (7e et 73e) ; 1 pénalité de Latrell Mitchell (20e), 1 carton jaune de Cooper Cronk (49e)
- Canberra Raiders : 1 essai de Jack Wighton (30e) ; 1 transformation de Jarrod Croker (31e), 1 pénalité de Jarrod Croker (49e)

Évolution du score : 6-0, 8-0, 8-6 (m.t.), 8-8, 14-8
Arbitre : Ben Cummins et Gerard Sutton
Spectateurs : 82 922
Composition des équipes :
- Sydney Roosters: James Tedesco - Daniel Tupou, Latrell Mitchell, Joseph Manu, Brett Morris - Luke Keary, Cooper Cronk - Jared Waerea-Hargreaves, Sam Verrills, Isaac Liu, Boyd Cordner (c), Mitchell Aubusson, Victor Radley - Angus Crichton, Nat Butcher, Sio Siua Taukeiaho, Jake Friend - Entraîneur : Trent Robinson
- Canberra Raiders : Charnze Nicoll-Klokstad - Nick Cotric, Jarrod Croker (c), Joseph Leilua, Jordan Rapana - Jack Wighton, Aidan Sezer - Josh Papalii, Josh Hodgson (c), Iosia Soliola, John Bateman, Elliott Whitehead, Joseph Tapine - Bailey Simonsson, Emre Guler, Corey Horsburgh, Dunamis Lui - Entraîneur : Ricky Stuart

## Statistiques

### Meilleurs marqueurs de points
| Rang | Joueur           | Club            | Poste         | Points | Essais | Goals | Drops |
| ---- | ---------------- | --------------- | ------------- | ------ | ------ | ----- | ----- |
| 1    | Latrell Mitchell | Sydney Roosters | Centre        | 267    | 19     | 95    | 1     |
| 2    | Jarrod Croker    | Canberra        | Centre        | 224    | 13     | 86    | 0     |
| 3    | Cameron Smith    | Melbourne       | Talonneur     | 216    | 2      | 103   | 2     |
| 4    | Adam Reynolds    | South Sydney    | Demi de mêlée | 207    | 3      | 96    | 3     |
| 5    | Mitchell Moses   | Parramatta      | Demi de mêlée | 201    | 4      | 92    | 1     |
| 6    | Reuben Garrick   | Manly-Warringah | Ailier        | 194    | 16     | 65    | 0     |
| 7    | Nathan Cleary    | Penrith         | Demi de mêlée | 157    | 10     | 58    | 1     |
| 8    | Kalyn Ponga      | Newcastle       | Arrière       | 140    | 11     | 48    | 0     |
| 9    | Jamayne Isaako   | Brisbane        | Ailier        | 123    | 4      | 53    | 1     |
| 10   | Esan Marsters    | Wests Tigers    | Centre        | 116    | 9      | 40    | 0     |

### Meilleurs marqueurs d'essais
| Rang | Joueur           | Club                 | Poste            | Essais |
| ---- | ---------------- | -------------------- | ---------------- | ------ |
| 1    | Maika Sivo       | Parramatta           | Ailier           | 22     |
| 2    | Latrell Mitchell | Sydney Roosters      | Centre           | 19     |
| 3    | Ken Maumalo      | New Zealand Warriors | Ailier           | 17     |
| -    | James Tedesco    | Sydney Roosters      | Arrière          | 17     |
| 5    | Josh Addo-Carr   | Melbourne            | Ailier           | 16     |
| -    | Reuben Garrick   | Manly-Warringah      | Ailier           | 16     |
| -    | Cody Walker      | South Sydney         | Demi d'ouverture | 16     |
| 8    | Josh Morris      | Cronulla-Sutherland  | Centre           | 15     |
| -    | Daniel Tupou     | Sydney Roosters      | Arrière          | 15     |
| 10   | Campbell Graham  | South Sydney         | Ailier           | 14     |

## Récompenses individuelles
Les trophées « Dally M Medal » sont, comme d'habitude, remis après la fin de la saison régulière de la NRL et ne prend pas en compte les rencontres de la phase finale.
| Points | Joueur              |
| ------ | ------------------- |
| 34     | James Tedesco       |
| 31     | Cameron Smith       |
| 29     | Mitchell Moses      |
| 27     | Payne Haas          |
| 22     | Cameron Munster     |
| -      | Roger Tuivasa-Sheck |
| 21     | Damien Cook         |
| 19     | Cameron Murray      |
| -      | Jason Taumalolo     |
| 18     | Mitchell Pearce     |

| Poste                     | Joueur           |
| ------------------------- | ---------------- |
| Meilleur arrière          | James Tedesco    |
| Meilleur ailier           | Ken Maumalo      |
| Meilleur centre           | Latrell Mitchell |
| Meilleur demi d'ouverture | Cameron Munster  |
| Meilleur de mêlée         | Mitchell Moses   |
| Meilleur troisième ligne  | Cameron Murray   |
| Meilleur deuxième ligne   | John Bateman     |
| Meilleur pilier           | Payne Haas       |
| Meilleur talonneur        | Cameron Smith    |
| Meilleur remplaçant       | Brandon Smith    |

| Poste                      | Lauréat          |
| -------------------------- | ---------------- |
| Provan-Summons Medal       | Josh Jackson     |
| Débutant de l'année        | Payne Haas       |
| Capitaine de l'année       | Cameron Smith    |
| Entraîneur de l'année      | Craig Bellamy    |
| Meilleur marqueur d'essais | Maika Sivo       |
| Ken Stephen Medal          | Latrell Mitchell |
| Joueuse de l'année         | Jess Sergis      |

## Médiatisation
Le championnat est évidemment très médiatisé en Australie, sport où le rugby à XIII est roi.
Au Royaume-Uni, il est également très suivi par les médias britanniques au nombre desquels on compte Rugby League World , Rugby Leaguer & League Express et League Weekly. 
Dans les pays francophones, (principalement la France), le site internet Treize Mondial rend compte chaque semaine, voire chaque jour du déroulement de la compétition. Midi Olympique couvre également l'évènement, mais pas de manière continue, et  en en relatant surtout les résultats chaque semaine, dans son « édition rouge ». Des matchs sont diffusés par les chaines payantes du groupe Beinsport.